# Câu lạc bộ bóng đá Giang Tô Tô Ninh
Câu lạc bộ bóng đá Giang Tô (tiếng Trung: 江苏足球俱乐部) là một câu lạc bộ bóng đá chuyên nghiệp Trung Quốc đã giải thể. Trước khi giải thể, trụ sở của đội được đặt tại Nam Kinh, tỉnh Giang Tô. Trong thời kỳ chuyên nghiệp hóa, Giang Tô đã giành được một chức vô địch quốc gia và một cúp quốc gia, đồng thời là đội bóng chuyên nghiệp duy nhất của bóng đá Giang Tô.
Câu lạc bộ bóng đá Giang Tô có tiền thân là đội tuyển bóng đá tỉnh Giang Tô được thành lập vào năm 1958. Sau khi bóng đá Trung Quốc chuyên nghiệp hóa vào năm 1994, do sự thay đổi của nhà tài trợ, đội lần lượt mang tên: Giang Tô Mại Đặc (江苏迈特), Giang Tô Gia Giai (江苏加佳), Giang Tô Thuấn Thiên Hoà (江苏舜天和), Giang Tô Tô Ninh (江苏苏宁) và những cái tên khác.
Đội đã xuống hạng sau khi kết thúc mùa giải đầu tiên vào năm 1994, và sau đó chơi ở các giải đấu hạng hai trong 14 mùa giải liên tiếp. Mùa 2008, đội vô địch giải đấu hạng hai sớm 6 vòng đấu và trở lại giải đấu cao nhất của Trung Quốc. Vào đầu năm 2011, các nhà đầu tư của đội là Tập đoàn Giang Tô Thuấn Thiên và Giang Tô Quốc Tín đã tổ chức lại và sáp nhập. Tập đoàn Quốc Tín trở thành nhà đầu tư chính và đội được đổi tên thành "Đội bóng đá Giang Tô Quốc Tín Thuấn Thiên". Tuy nhiên, tên của câu lạc bộ vẫn chưa được thay đổi, mãi đến tháng 1 năm 2014, câu lạc bộ mới chính thức đổi tên thành "Câu lạc bộ bóng đá Giang Tô Quốc Tín Thuấn Thiên".
Vào ngày 7 tháng 11 năm 2015, Tập đoàn Quốc Tín đã chuyển nhượng cổ phần của câu lạc bộ với giá 523 triệu [[[nhân dân tệ]]. Ngày 21 tháng 12 năm 2015, Tập đoàn Tô Ninh đã tổ chức một cuộc họp báo tại trụ sở chính ở Nam Kinh. Tại đó, họ thông báo rằng Tập đoàn Thiết bị Tô Ninh sẽ tiếp quản câu lạc bộ và đội được đổi tên thành "Câu lạc bộ bóng đá Giang Tô Tô Ninh". Ngày 12 tháng 11 năm 2020, câu lạc bộ đã giành chức vô địch giải ngoại hạng Trung Quốc đầu tiên trong lịch sử.
Vào ngày 1 tháng 2 năm 2021, đội lại đổi tên thành Câu lạc bộ bóng đá Giang Tô. Ngày 28 tháng 2 năm 2021, tập đoàn Tô Ninh thông báo rằng họ sẽ ngừng điều hành Câu lạc bộ bóng đá Giang Tô. Ngày 29 tháng 3, Hiệp hội bóng đá Trung Quốc đã công bố danh sách các đội tham dự mùa giải 2021 và đội Giang Tô đã rút khỏi giải đấu chuyên nghiệp.

## Tên Gọi
- 1958: Đội tuyển bóng đá tỉnh Giang Tô (江苏省男子足球队)
- 1994: Câu lạc bộ bóng đá duy trì Giang Tô  (江苏迈特足球俱乐部)
- 1995: Câu lạc bộ bóng đá Giang Tô (江苏足球队)
- 1996: Câu lạc bộ bóng đá Jiangsu Gige (江苏金陵石化加佳足球俱乐部 (江苏加佳))
- 2000: Câu lạc bộ bóng đá Jiangsu Sainty ((江苏舜天足球俱乐部)
- 2014:  Câu lạc bộ bóng đá Jiangsu Guoxin-Sainty 江苏国信舜天足球俱乐部)
- 2016: Câu lạc bộ bóng đá Jiangsu Suning (江苏苏宁足球俱乐部)
- 2021: Câu lạc bộ bóng đá Giang Tô Tô Ninh (江苏足球俱乐部)

## Huấn luyện viên
Các Huấn luyện viên đã huấn luyện câu lạc bộ kể từ khi Câu lạc bộ bóng đá Giang Tô Tô Ninh trở thành một câu lạc bộ chuyên nghiệp vào năm 1994..Và Giải thể năm 2021
- Liu Pingyu (1994–95)
- Wei Ritun (1996)
- Hu Zhigang (1997)
- Yang Yumin (1998–99)
- Gu Mingchang (2000)
- Željko Banjac (2000)
- Leonid Koltun (2000–01)
- Boško Antić (2001)
- Liu Pingyu (2002)
- Leonid Koltun (2002–03)
- Chi Shangbin (1 Feb 2004 – 13 Jul 2004)
- Leonid Koltun (2004)
- Wang Baoshan (2005)
- Ma Lin (2006)
- Li Hongbin (2006)
- Branko Vojinović (2007)
- Pei Encai (21 Dec 2007 – 31 Dec 2010)
- Ján Kocian (1 Jan 2011 – 5 May 2011)
- Dragan Okuka (10 May 2011 – 5 Nov 2013)
- Gao Hongbo (8 Nov 2013 – 29 Jun 2015)
- Dan Petrescu (12 Jul 2015 – 3 Jun 2016)
- Tang Jing (3 Jun 2016 – 30 Jun 2016) (caretaker)
- Choi Yong-soo (1 Jul 2016 – 2 Jun 2017)
- Li Jinyu (2 Jun 2017 – 11 Jun 2017) (caretaker)
- Fabio Capello (11 Jun 2017 – 28 Mar 2018)
- Cosmin Olăroiu (28 Mar 2018 – 28 Feb 2021)

## Thành Tích
Danh hiệu với tư cách là 1 đội chuyên nghiệp và bán chuyên nghiệp

### Thành Tích Của Đội tại giảiGiải bóng đá ngoại hạng Trung Quốc
Giải bóng đá ngoại hạng Trung Quốc
- Vô Địch: 2020

Hạng Nhất Trung Quốc (Á Quân)
- Vô Địch: 1992, 2008

Giải hạng Hai Trung Quốc (Hạng 3)
- Vô Địch: 1997

### Cúp
Cúp FA Trung Quốc
- Vô Địch: 2015
- Á quân: 2014, 2016

Siêu cúp FA Trung Quốc
- Vô Địch: 2013
- Á quân: 2016, 2017

## Đối Thủ Quốc Tế
Số Liệu ngày 24 tháng 5 năm 2017
| Năm  | Giải                 | Vòng        | Đối Thủ                | Sân Nhà | Sân Khách |
| ---- | -------------------- | ----------- | ---------------------- | ------- | --------- |
| 2013 | AFC Champions League | Group E     | FC Seoul               | 0–2     | 1–5       |
| 2013 | AFC Champions League | Group E     | Vegalta Sendai         | 0–0     | 2–1       |
| 2013 | AFC Champions League | Group E     | Buriram United         | 2–0     | 0–2       |
| 2016 | AFC Champions League | Group E     | Becamex Bình Dương     | 3–0     | 1–1       |
| 2016 | AFC Champions League | Group E     | Jeonbuk Hyundai Motors | 3–2     | 2–2       |
| 2016 | AFC Champions League | Group E     | FC Tokyo               | 1–2     | 0–0       |
| 2017 | AFC Champions League | Group H     | Jeju United            | 1–2     | 1–0       |
| 2017 | AFC Champions League | Group H     | Adelaide United        | 2–1     | 1–0       |
| 2017 | AFC Champions League | Group H     | Gamba Osaka            | 3–0     | 1–0       |
| 2017 | AFC Champions League | Round of 16 | Shanghai SIPG          | 2–3     | 1–2       |